# Abschiedsdisco
Abschiedsdisco ist ein deutscher Jugendfilm der DEFA von Rolf Losansky aus dem Jahr 1990. Er beruht auf Motiven der gleichnamigen Erzählung von Joachim Nowotny.

## Handlung
Der 15-jährige Henning muss den Verlust seiner Freundin Silke verkraften, die bei einem Verkehrsunfall ums Leben kam. Selbst ein halbes Jahr nach der Beisetzung hat er ihren Tod noch nicht verkraftet. Zwar verbringt er den Nachmittag oft mit seinen Freunden, hat jedoch beschlossen, dass er etwas Sinnvolles schaffen und leisten will – was, weiß er noch nicht. Das Wochenende plant er zunächst mit seinen Eltern zu verbringen, die ins Zittauer Gebirge und weiter in die ČSSR fahren wollen, entscheidet sich dann jedoch, seinen Großvater zu besuchen. Der lebt als einer der wenigen Menschen im Dorf Wussina, das in Kürze einem Braunkohletagebau weichen wird. Für die Räumung des Dorfes ist unter anderem sein Vater zuständig.
Auf dem Weg nach Wussina, das 30 Kilometer entfernt von seiner Lausitzer Kleinstadt liegt, trifft Henning zunächst auf die gleichaltrige Dixie, die in ihn verliebt ist. Er hilft ihrer Familie kurz bei Renovierungsarbeiten, fährt dann jedoch weiter. Im Bergbauschutzgebiet stößt Henning auf einen alten Mann, der die zurückgebliebenen Tiere der Gegend einfängt, um sie vor dem sicheren Tod zu bewahren. Er befürchtet, dass die jüngere Generation über ihre Discos den Blick für die Realität verliert und gleichgültig allem Irrsinn zusieht. Der Mann und Henning verschwinden in entgegengesetzten Richtungen. Schließlich kommt Henning in Wussina an und findet das Dorf verlassen vor. Die Wohnung des Großvaters, der neben einer Schule lebt, scheint noch bewohnt zu sein, doch ist von ihm nichts zu sehen. Henning bemerkt, wie ein kleiner Junge die Scheiben der Dorfkirche einwirft. Er stellt ihn zur Rede. Der Vater des Jungen argumentiert, dass die Scheiben aufgrund ihrer Maße sowieso nicht weiterverwendet werden können. In der Kirche klaffen große Risse und selbst die Glocke wurde schon heruntergeholt. Der Mann entpuppt sich als Plünderer, der mit Hennings Hilfe schließlich einen Baum fällt, um an ein dahinter liegendes Eisengitter zu kommen. Bei der Aktion wird er von der Ankunft der Polizei gestört und er flieht mit seinem Sohn und Henning in eine leere Fabrik. Hier greift die Polizei Henning auf, lässt ihn jedoch laufen, als er von seiner Suche nach dem Großvater berichtet.
Später steht Henning am Rand des Tagebaus. Er macht Bekanntschaft mit einem Paar, das sich in einer der Häuserruinen zum Rendezvous trifft. Er sieht den Alten wieder, der weitere Tiere vor dem Tod unter dem Bagger rettet, und bemerkt schließlich eine alte Witwe, die auf dem verlassenen Friedhof nach ihrer Grabharke sucht. Am Rand des Braunkohlegebietes trifft Henning auf seinen Vater, der nach dem Weggang des Sohnes doch nicht ins Gebirge gefahren ist. Beide graben das Ortsschild aus und Henning stellt die Geschehnisse rund um das Dorf erstmals in Frage. Der Vater spricht von Opfern des technologischen Prozesses. 
Henning zieht weiter durch Wussina und bemerkt, dass die Dorfdisco der jungen Magda noch geöffnet ist. Magda hat ein Stromkabel gefunden und spielt Musik. Sie fühlt sich einsam, doch kann und will Henning sie nicht trösten. Er geht, nachdem er sie geküsst hat. Vor dem Gebäude wartet Dixie auf ihn, die ihm nachgefahren ist. Beide begeben sich zur Wohnung von Hennings Urgroßvater und sehen ihn am Haus der alten Witwe. Er versucht, die selbstmordgefährdete alte Frau dazu zu bringen, ihr Haus zu verlassen. Henning geht fort, ohne den Urgroßvater begrüßt zu haben. Mit Dixie begibt er sich zum kauzigen Alten, der in seinem Bahnhofshäuschen am Rand des Bergbaugebietes alle geretteten Tiere untergebracht hat. Hier erscheint Hennings Vater und versucht den Alten zum Auszug zu bewegen. Er jedoch will bleiben, da sein Haus zwar in der Sicherheitszone liegt, jedoch nicht abgebaggert werden wird. Henning und Dixie beginnen, umherliegende Apfelstöckchen einzupflanzen, können die Wurzeln doch ein mögliches Abrutschen des Hangs verhindern. Während Hennings Vater seinen Sohn auffordert, die sinnlose Aktion abzubrechen, gibt der Alte Hinweise, wie die Bäumchen festzubinden sind. Henning und Dixie gießen die jungen Bäume an.

## Produktion und Veröffentlichung
Abschiedsdisco war nach … verdammt, ich bin erwachsen der zweite Film Rolf Losanskys, der auf einer Literaturvorlage von Joachim Nowotny beruhte. Losansky hatte den Stoff bereits 1983 verfilmen wollen, doch wurde das Szenarium 1983 durch die Hauptverwaltung Film abgelehnt. „Die ökologischen wie auch sozialen Auswirkungen des Braunkohlentagebaus galten lange als Tabu.“ Auch 1986 wurde das vorgelegte Rohdrehbuch nicht abgenommen. Erst 1989 durfte mit dem Dreh begonnen werden. Abschiedsdisco gehörte zu einer Reihe von Filmen, die nach längerer Verbotszeit im Jahr 1989 umgesetzt werden durften, jedoch weitgehend an Brisanz verloren hatten, darunter auch Biologie!, Rückwärtslaufen kann ich auch und Erster Verlust. Die Filmkostüme schuf Barbara Braumann, die Filmbauten stammten von Jochen Keller
Abschiedsdisco erlebte am 5. April 1990 im Berliner Kino International seine Premiere und kam am folgenden Tag in die Kinos der DDR. Er wurde am 29. Mai 1996 erstmals auf dem ORB im Fernsehen gezeigt.
2020 erschien der Film in der Reihe DEFA-Wendejugend zusammen mit Biologie! von Jörg Foth bei Absolut Medien auf DVD.

## Kritik
Die zeitgenössische Kritik befand, dass der Film nicht berühre. Kritisiert wurde der Hauptdarsteller Holger Kubisch, der „reichlich steif wirke… […] Rolf Losansky bekommt ihn einfach nicht locker, kann ihm kaum Emotionen abgewinnen“. Henning im Film sei „abgeklärt wie sein eigener Urgroßvater“. Auch Renate Holland-Moritz befand, dass Regisseur Losansky im Film nur „Stockfische“ besetzt habe: „Da stimmt kein Ton, kein Blick und keine Geste. Ähnliches läßt sich auch über die Anti-Schauspielerinnen Ellen Hellwig und Viola Schweizer sagen.“
Es wurde auf die Verwendung von Symbolen im Film hingewiesen, so die Bedeutung des Baumes, aber auch die Traumsequenzen Hennings, die jedoch schnell ihren poetischen Reiz verlieren würden und zu einem „Handlungs- und Erlebnisersatz“ mutierten. Zwar erinnere der Film in seinem Sujet an Werke wie Abschied von Matjora, doch sei der Film weniger extrem. Die zeitgenössische Kritik lobte den ökologischen Ansatz des Films, der eine „überraschend kühne […] Warnung davor [sei], was so unwiederbringlich verloren geht“ und eine Vorstellung davon gebe, „wie eine verfehlte Energiepolitik, die keine ökologische Rücksichtnahme kannte, organische Lebenszusammenhänge zerstörte.“
Für den bundesdeutschen film-dienst war Abschiedsdisco ein „schwergewichtiger, mit Symbolen befrachteter Jugendfilm zum Thema Umweltzerstörung und drohende Wurzellosigkeit“. Andere Kritiker befanden rückblickend, dass der Film durch die lange Realisierungszeit überholt sei und keine Brisanz mehr besitze. Der Film plätschere dahin und biete keine Überraschungen, Figuren und Situationen seien klischeehaft gezeichnet.